# Cape Breton Oilers
Cape Breton Oilers byl profesionální kanadský klub ledního hokeje, který sídlil v Sydney v provincii Nové Skotsko. Vznikl v roce 1988 přesunem a přejmenováním klubu Nova Scotia Oilers, zanikl dalším stěhováním v roce 1996 do Hamiltonu. Své domácí zápasy na stadionu Centre 200. Největším úspěchem Cape Breton Oilers byl zisk Calderova poháru v sezóně 1992/1993. V tomto klubu hrál např. Miroslav Šatan (sezóna 1994/95).